# أدريان دي غروت
أدريان دي غروت (بالهولندية: Adriaan de Groot)‏ هو مهندس هولندي، ولد في 6 يناير 1973 في كالغاري في كندا.